# Walter Zenga
Walter Zenga, född 28 april 1960 i Milano, är en italiensk fotbollstränare och före detta fotbollsmålvakt. Han spelade under en stor del av sin karriär i FC Inter och gjorde 58 landskamper för Italien mellan 1985 och 1992, bland annat i EM 1988 och VM 1990.